# Shure SM57

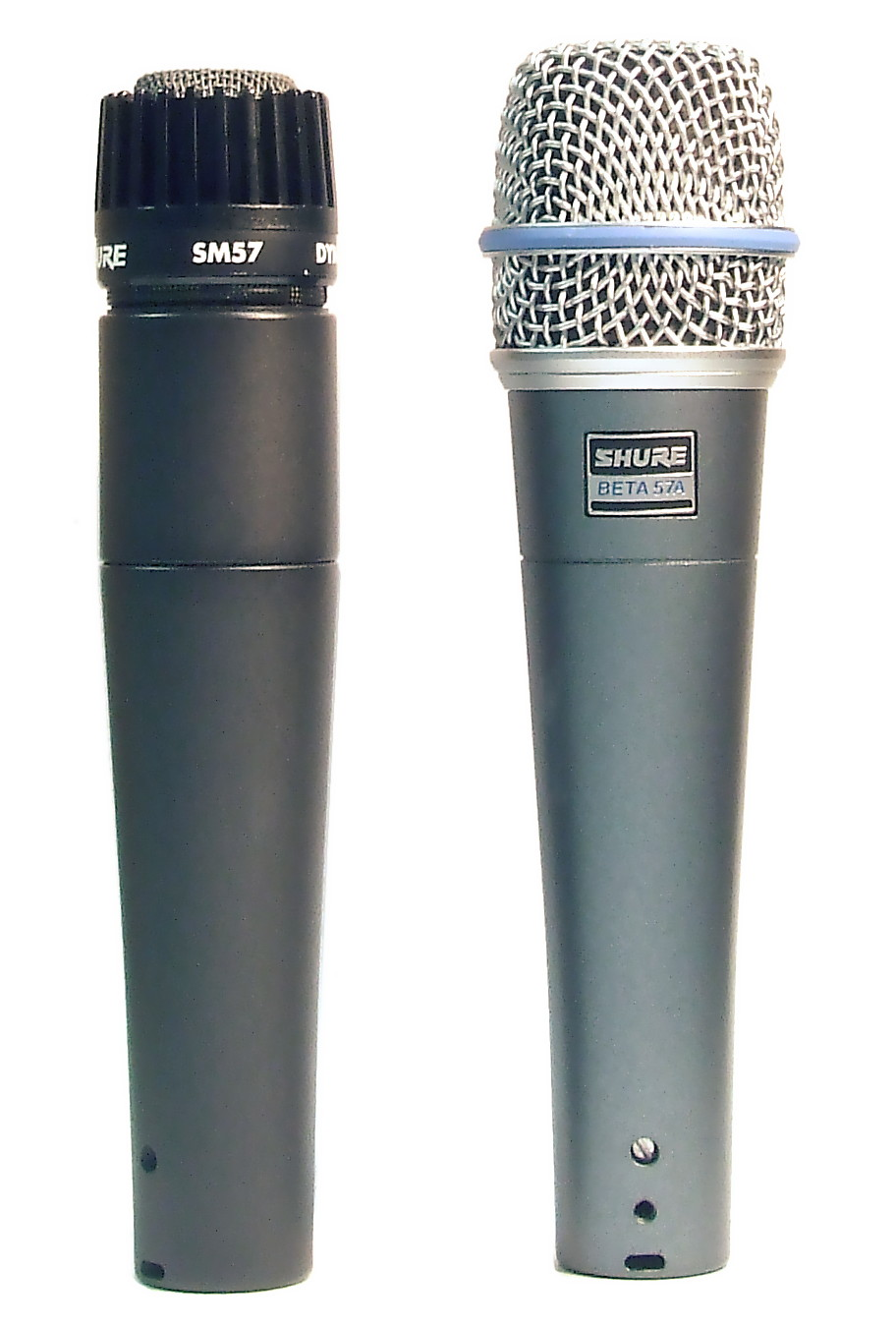
El Shure SM57 (izquierda) y el Beta 57A

El Shure SM57 es un micrófono del tipo cardioide, unidireccional y de baja impedancia comúnmente usado en el refuerzo de audio en vivo y en grabaciones de estudio. El nombre SM proviene de las siglas en inglés Studio Microphone (Micrófono de estudio). El SM57 es popular entre los músicos debido a su construcción robusta y capacidad de trabajar bien con instrumentos de altas frecuencias, como por ejemplo, percusiones y guitarras acústicas. El diseño del cardioide reduce los sonidos de fondo indeseables y la generación de feedback acústico.
Lanzado en 1965, El SM57 es uno de los micrófonos más vendidos en el mundo y utiliza la cápsula Shure Unidyne III, introducida por primera vez en 1959. Esta cápsula es similar a la utilizada en el popular micrófono Shure SM58, pero mantiene diferencias mecánicas y acústicas. El SM57 está equipado con un conector XLR (Cannon) y cuenta con una salida de audio balanceada, que ayuda a minimizar el zumbido y el ruido no deseado. De acuerdo a Shure, la respuesta en frecuencia se extiende de los 40 Hertz (Hz) hasta los 15 kiloHertz (kHz). El SM57 es fabricado en Estados Unidos y México

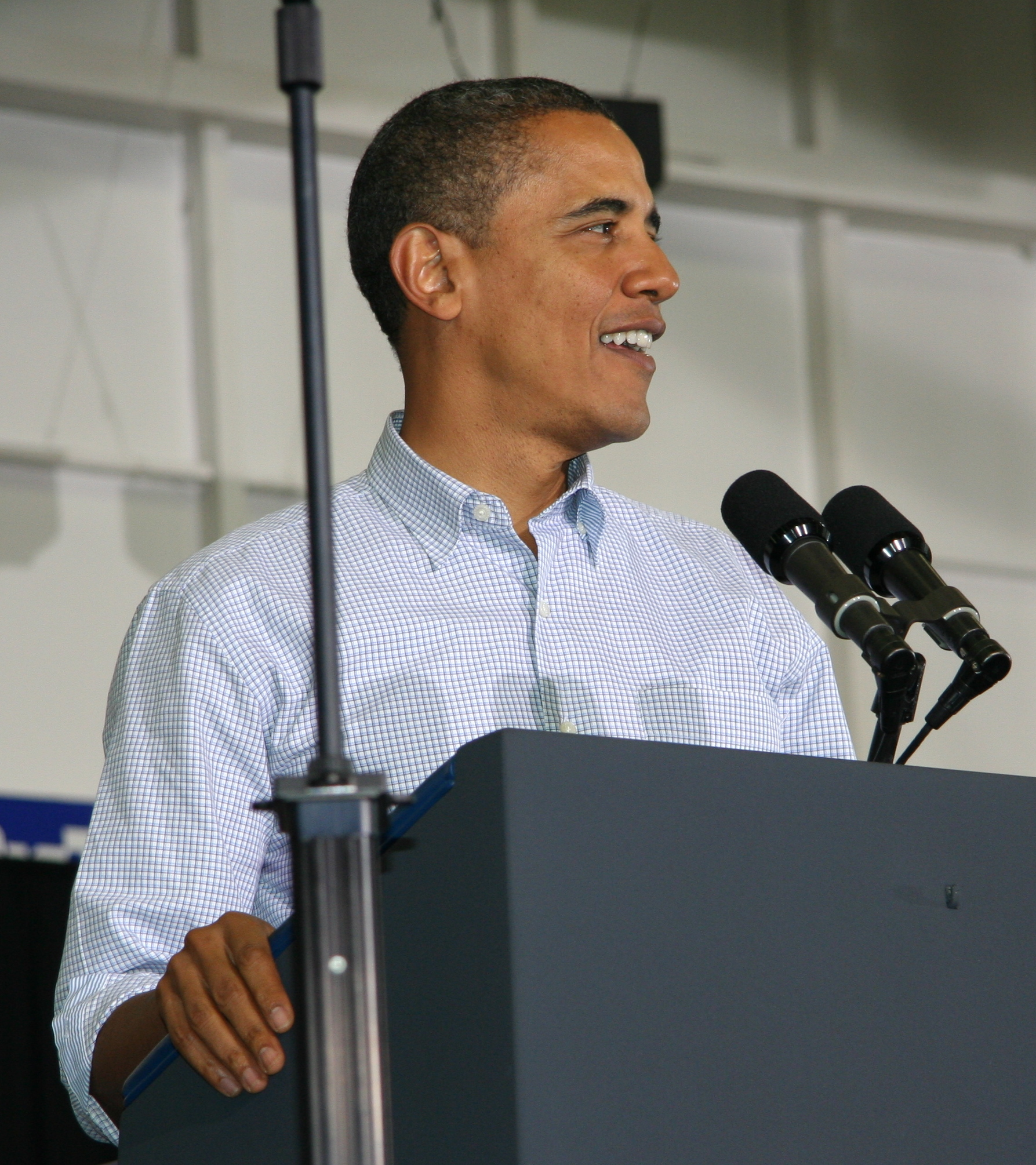
Micrófonos Shure SM57 con "windscreen" A2WS instalados en el atril del Presidente de los Estados Unidos, Barack Obama.

El Shure A2WS es un accesorio para el SM57 que minimiza ruidos de viento, el Efecto proximidad, y protege la cápsula del micrófono.
Debido a su popularidad, el SM57 ha sido ampliamente falsificado por fábricas en China y Tailandia. Shure Distribution (UK) informó que el SM57, Beta 57A y Beta 58A son los más falsificados. En 2006, Shure montó una campaña contra el comercio de micrófonos falsos.

## Especificaciones
Tipo:
Micrófono Dinámico
Respuesta en Frecuencia:
40 a 15.000 Hz
Patrón Polar:

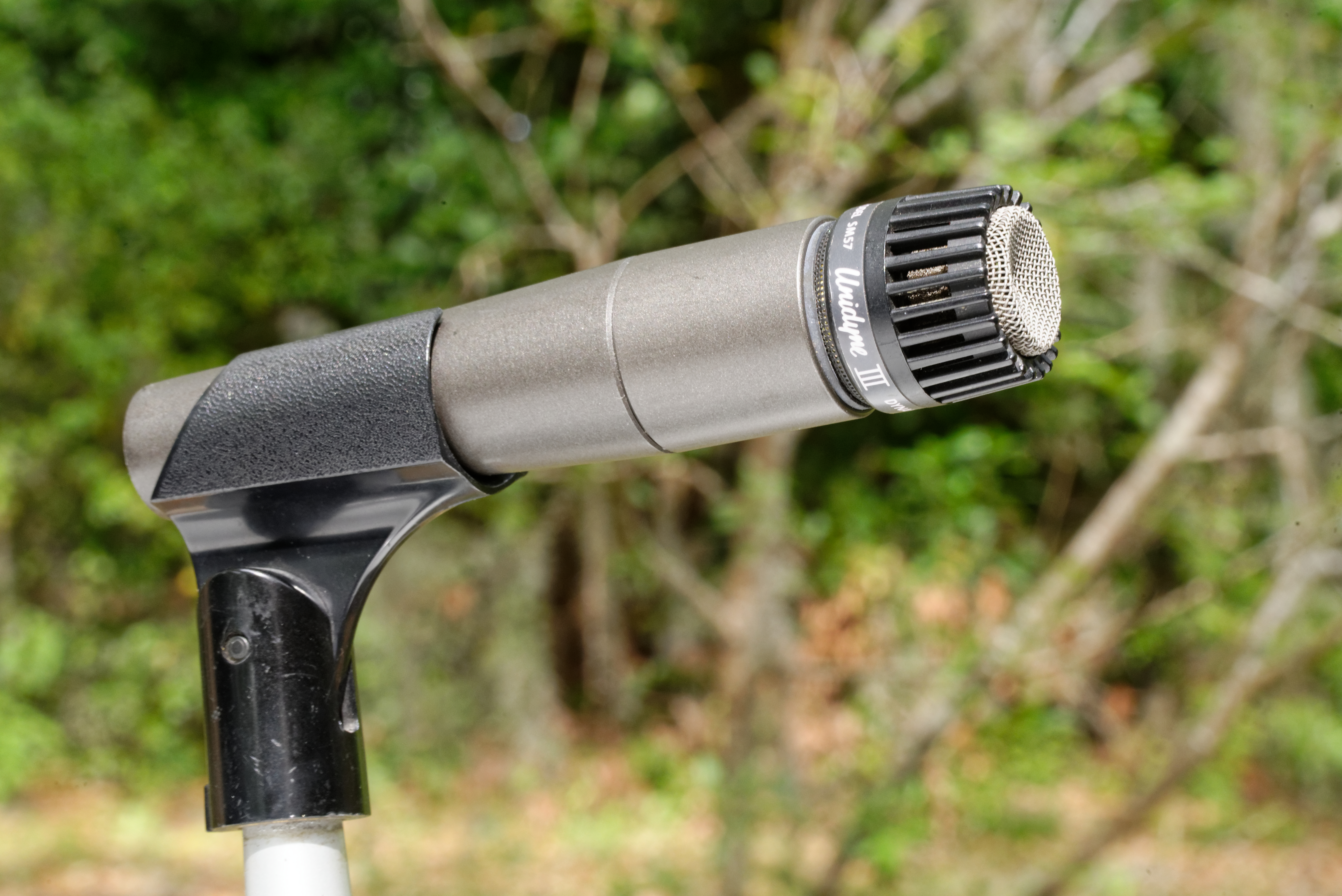
Un micrófono Shure SM57 Unidyne III.

Cardioide (unidireccional), simétrico respecto al eje del micrófono, uniforme con la frecuencia.
Sensibilidad (a 1.000 Hz):
Voltaje de circuito abierto: -56.0 dBV/Pa* (1.6 mV)
Impedancia:
La impedancia nominal es de 150 ohms (310 ohms actual) para la conexión a entradas de micrófono de baja impedancia.
Polaridad:
La presión positiva en el diafragma produce una señal positiva en el pin 2 en relación con el pin 3.
Conector:
Conector de 3-pines de audio profesional (macho XLR).
Peso neto (sin cable):
284 gramos (10 onzas)